# Municipio de Garner (Iowa)
El municipio de Garner (en inglés: Garner Township) es un municipio ubicado en el condado de Pottawattamie en el estado estadounidense de Iowa. En el año 2010 tenía una población de 7222 habitantes y una densidad poblacional de 98,06 personas por km².

## Geografía
El municipio de Garner se encuentra ubicado en las coordenadas 41°17′37″N 95°46′13″O / 41.29361, -95.77028. Según la Oficina del Censo de los Estados Unidos, el municipio tiene una superficie total de 73.65 km², de la cual 73.22 km² corresponden a tierra firme y (0.59%) 0.44 km² es agua.

## Demografía
Según el censo de 2010, había 7222 personas residiendo en el municipio de Garner. La densidad de población era de 98,06 hab./km². De los 7222 habitantes, el municipio de Garner estaba compuesto por el 94.05% blancos, el 2.95% eran afroamericanos, el 0.25% eran amerindios, el 0.68% eran asiáticos, el 0.07% eran isleños del Pacífico, el 0.78% eran de otras razas y el 1.23% pertenecían a dos o más razas. Del total de la población el 2.59% eran hispanos o latinos de cualquier raza.